# Loren Cunningham
Loren Duane Cunningham (Taft (Californië), 30 juni 1935 – Kailua (Hawaï), 6 oktober 2023) was een Amerikaanse zendeling en schrijver van christelijke boeken.

## Biografie
Cunningham was de oprichter van christelijke zendingsorganisatie Jeugd met een Opdracht (Engelse naam: Youth With A Mission). Hij startte op zijn 24e met de organisatie met als doel zo veel mogelijk jongeren te betrekken bij het zendingswerk.
Hij groeide op in de Assemblies of God, het grootste kerkgenootschap binnen de pinksterbeweging. Op zijn dertiende zou hij in een kerk in Springdale (Arkansas) een visioen hebben gekregen, waarin hij golven aan land zag komen die steeds groter werden. Deze golven zouden symbool staan voor jonge mensen die in alle werelddelen hun christelijk geloof zouden gaan uitdragen.
Cunningham had drie bachelors, één master en twee eredoctoraten in handen. Namens Jeugd met een Opdracht bezocht hij bijna 150 landen.
Hij woonde samen met zijn vrouw in Kailua op Hawaï. Daar maakte hij deel uit van het internationale leidersteam van Jeugd met een Opdracht. Hij overleed op 88-jarige leeftijd.

## Boeken
- Is dit echt van U, Heer?, 1985, Uitgeverij Gideon - Hoornaar, ISBN 9054210036
- "Het kan!", 1987, uitgeverij Gideon - Hoornaar, ISBN 9060674162
- Winnen in de geest van Christus, 1994, uitgeverij Gideon - Hoornaar, ISBN 9060676270
- Waarom geen vrouwen?, 2004, uitgeverij Gideon - Hoornaar, ISBN 9060672984